# یواس‌اس کرلو
یواس‌اس کرلو ممکن است به یکی از موارد زیر اشاره داشته باشد:
- یواس‌اس کرلو (آی‌دی-۱۳۲۵)
- یواس‌اس کرلو (ای‌ام-۶۹)
- یواس‌اس کرلو (ای‌ام-۸)
- یواس‌اس کرلو (ای‌ام‌اس-۸)
- یواس‌اس کرلو (۱۸۶۲)